# بيتر جونسون (لاعب هوكي جليد)
بيتر جونسون (بالإنجليزية: Peter Johnson)‏ هو لاعب هوكي جليد أمريكي، ولد في 31 مايو 1959.

## وصلات خارجية
- بيتر جونسون على موقع HockeyDB.com (الإنجليزية)